# Presynaptiphilus amphiopli
Presynaptiphilus amphiopli är en kräftdjursart som beskrevs av Humes och Hendler 1972. Presynaptiphilus amphiopli ingår i släktet Presynaptiphilus och familjen Clausiidae. Inga underarter finns listade i Catalogue of Life.